# Двісті перша (мультфільм)
«№ 201» (інша назва — «Двісті перша») — український анімаційний фільм 2013 року студії Укранімафільм, автор сценарію та режисер — Олег Педан. Фільм знятий за підтримки Державного агентства України з питань кіно.

## Сюжет
«201» — це алегорична історія про корову, що намагається втекти з молокозаводу, де на неї чекає неминуча загибель. Фільм тримає глядача в напрузі від початку до фінальної розв'язки. Вставки, зроблені в техніці мальованої анімації наштовхують глядача на роздуми про конфлікт вічних цінностей і реалій сучасного технократичного світу.

## Над фільмом працювали
- Автор сценарію та режисер: Олег Педан;
- Художники-постановники: Ігор Котков, Олег Педан;
- Ляльки та декорації: Олег Педан, Ігор Котков;
- Кінооператор: Ірина Сергєєва;
- Композитор: Леонід Белєй (у титрах Л. Бєлєй);
- Звукорежисер: Андрій Обод;
- Асистент режисера: Марія Венгерська;
- Художники-аніматори: Олег Педан, Андрій Слєсаревський, Людмила Дубова;
- Монтаж і композит: Віталій Арсенін;
- Редактор: Світлана Куценко;
- Продюсер та керівник знімальної групи: Віктор Слєпцов;

- Генеральний продюсер-директор: Едуард Ахрамович.